# Танзанийский буддийский храм и центр медитации
Танзанийский буддийский храм и центр медитации (англ. Tanzania Buddhist Temple and Meditation Center) —  буддийский храм в городе Дар-эс-Салам в Танзании.

## История
Танзанийский буддийский храм и центр медитации - первый буддийский храм в Африке. Он был основан мигрантами с Шри-Ланки, которые прибыли на работу в Дар-эс-Салам в 1915 году. Объединившись они образовали «сингальскую буддийскую ассоциацию», а затем попросили у колониального правительства Германской Восточной Африки участок земли для постройки храма. Вскоре были куплены два акра земли в центре города.
Семена дерева Бодхи были получены из Шри-Ланки и посажены в 1919 году.
Зал Ассоциации буддистов был построен на территории храма в 1927 году уже после того как 22 июля 1922 года Лига Наций передала мандат Великобритании на управление территорией Танганьики. В 1955 году ассоциация была официально зарегистрирована. В неё вошли не только буддисты Шри-Ланки, которые поддерживали строительство и содержание Зала Ассоциации, но также и мусульмане Шри-Ланки, христиане и индуисты, которые оказали поддержку в строительстве храма. Первым известным посетителем храма был буддийский монах Palane Vajiragnana Thero.

## Описание
Храм имеет две комнаты для молитв, гостиную, кухню, кладовку и ванную комнату. Шри-ланкийская община использует храм для официальных встреч, религиозных обрядов и других мероприятий.
В центре медитации расположена детская школа для бедных африканских детей, ведущая обучение на английском языке.
С 1996 года центр посылает танзанийских студентов в африканскую буддийскую семинарию, которая находится в храме Нань Хуа в ЮАР. В течение последних шести лет в Южную Африку было отправлено около 150 танзанийцев.